# Rosiny (przystanek kolejowy)
Rosiny – zlikwidowany przystanek kolejowy w Rosinach na linii kolejowej Pyrzyce – Rosiny, w województwie zachodniopomorskim.